# ドラミ
- 藤子不二雄（連載） > 藤子・F・不二雄（著作） > ドラえもん > 登場人物 > ドラミ
- 藤子不二雄 > アニメ > ドラえもん > 登場人物 > ドラミ

登戸駅前「ドラミちゃん像」

ドラミは、藤子・F・不二雄の漫画作品『ドラえもん』に登場するロボットで、主人公・ドラえもんの妹である。「ドラミちゃん」という愛称で呼ばれることが多い。
ドラえもんに代わって主人公あるいは副主人公級の活躍をすることもあり、映画ドラえもんの同時上映作として、ドラミを主役とした映画も6作公開されている。『ドラミちゃん ミニドラSOS!!!』などで使用された「ハロー! ドラミちゃん」を始めとして、テーマソングも数曲存在する。

## 設定

### 基本情報
- 子守りロボットの補助役として作られた妹ロボット
- 2114年12月2日生まれ[2]
- 身長：100cm★[3]
- 体重：91kg[4]
- パワー：1万馬力[5]
- 好きな食べ物はメロンパン★[6]（特にクッキー生地でできた皮の部分[7]）
- 嫌いなものはゴキブリ★[8][7]
- 特技は歌と料理[3]

ただし、上記の設定の多くは藤本が執筆した漫画本編には登場せず、定まっていない設定もある。2023年9月現在、ドラえもんの公式ウェブサイトのキャラクター紹介では上記の★印の設定しか掲載されていない。
以下、可能な限り、「藤本が執筆した漫画で描かれている情報」を基本としてまず述べ、その他の作品における設定（「方倉設定」「アニメ設定」など。設定に関する用語は、ドラえもん_(キャラクター)#複数の設定を参照）とは、なるべく区別して述べる。

### 生活
普段はセワシのもとに住んでいて、彼の世話をしている。
定期検査などのドラえもんの休養中に、一時的な代理として現代にやって来て、のび太の世話をするほか、「タイムテレビ」などで兄のピンチを知ると駆けつける。その優秀さからセワシはのび太の世話役を正式にドラミに交替させようとしたこともあるが、のび太はドラえもんに対する友情から断っている。
方倉設定
一日の大半を「宇宙大学」で過ごす。天才ロボットグループのリーダーシップを取り、大学院にて文学、哲学、科学などを研究している。

### 性格
性格は真面目でしっかり者。ただし生真面目すぎて融通がきかないところがある。ひみつ道具に頼らず、まずはのび太に実力で物事を解決させようとする傾向がドラえもんよりも強い（それが災いし、大きな事件になった事もある）。道具の使いこなし方が兄より上手で、上記のようにのび太の世話をするときには単に力を貸すだけではなく、のび太が自発的に物事を解決する方向へ誘導しようとする。
生真面目さゆえに臨機応変さに欠け、結果的には兄のドラえもんを頼ることになる展開も少なくない。また初登場時は旅行に行きたいというのび太たちに対して間違えた道具を出したりと兄同様ドジな面が見受けられた。
掃除や洗濯などの家事が好きで、野比家ではのび太のみならずママの手伝いをすすんで行う。
テレビアニメ
優秀である反面、想定外の出来事により不測の事態が発生すると固定観念による油>断から異変を見逃し、窮地に陥ったことがある。

### 誕生年とドラえもんとの初対面の謎
ドラミの誕生年と、ドラミとドラえもんの初対面の仕方と時期は作品によって異なる。
映画『2112年ドラえもん誕生』（1995年公開）
兄のドラえもんとの初対面は、2122年8月30日にドラえもんが耳を失い、そのショックで三日三晩泣き続けて体が青くなってしまってから、つまり同年9月1日以降のことである。また、その時点でドラミは既にセワシのもとに引き取られて一定の時間が経過している様子がみられる。上記の「ドラミは2114年に生まれた」という設定を前提とした場合、ドラえもんと対面を果たすまでの8年間の動向や、ドラえもんと兄妹になった経緯、セワシ家に引き取られることになった経緯に矛盾が生じる。
テレビアニメ「ドラミが生まれた日」（2014年12月5日放送）
ドラえもんとドラミの初対面はドラミの誕生直後。場所はロボット工場。
方倉設定（1980年）
2115年1月1日にドラミは、ドラえもんが兄であることを知った（穴にズボッと頭から落ちるドラえもんを見て同情したらそれが兄だった）。

### 身体
ドラえもんに似た体形で、体は誕生時のドラえもん同様黄色。ポケットはタータンチェック柄、しっぽは花柄模様。後頭部には、耳のように見える形でリボンがつけられている。切り込みが入った形の黒目が特徴。

#### リボン
藤本の漫画
リボンの柄は、発表時期によって黒塗り、格子模様、チェック模様と変化がある。
アニメ
アニメでのリボンの柄は基本的に赤の単色であるが、『ドラえもん のび太の新魔界大冒険 〜7人の魔法使い〜』（2007年）のみ赤に白のチェック柄である。
方倉設定
リボンは「リボン型集音装置」と呼ばれて耳の役割を果たす。これに使われている高感度集音装置は「日本とフランスの合作品」という設定。
ドラミが造られたのは、耳を失ったドラえもんの悲しみを癒すためだったが、「耳のあるヤツに僕の悲しさが分かるか!」とドラえもんがスネないようリボン型の耳に交換されたのだという。またドラえもんの顔にはレーダーひげがあるが、ドラミにはひげはなく、代りにリボンがレーダー機能を兼ねている。

#### 体重の変遷
1979年の『ドラえもん百科』では体重の設定はない。1980年4月放送のアニメにて、初めて35kgと設定。
その後、『スーパー・メカノ=サイエンス ドラえもん道具カタログ 2112年版』（1986年1月発行）にて91kgとされる。一方『ドラミちゃん ミニドラSOS!!!』（1989年3月公開）の設定を記したムック（1989年4月発行）では「91kg（?）」と記載。
『ドラミちゃん アララ♥少年山賊団!』（1991年3月公開）の関連ムック（1991年4月発行）では100kgとされた。一方、『ドラミちゃん ハロー恐竜キッズ!!』（1993年3月公開）の関連ムック（1993年4月発行）では再び91kgとされた。比較的入手容易な書籍『スーパー・メカノ=サイエンス ドラえもん道具カタログ 2112年版』が参考にされたのか、これ以降はどの出版物においても91kgと記載。

#### その他の身体の設定
漫画「海底ハイキング」における設定
体が錆びやすく海中では長時間の活動ができないと語る場面がある。ただしアニメ第2作第1期では、のび太の独立心を養うための嘘であり、錆びやすいということはないという設定に変更されている。
方倉設定
- ドラえもんと同じ缶のオイル（ロボット専用オイル）から製造された兄妹の関係にあるが、使用されたオイルが長期間放置したため分離しており、下半分に沈殿していた良質なオイルを使用して製造されたドラミの方がドラえもんより優秀である。なお、道具自体もドラミの方が圧倒的に高性能（以上は方倉陽二によるオリジナル設定。アニメ第2作第1期で正式設定とされた）。
- 目からは魅力光線が放出されている。この目でウィンクをすると、男性を骨抜きにする愛の「必殺ウインク光線」を発射することができる。
- 頭脳にはLSIおよびウルトラスーパーデラックスコンピューターを使用。頭の良さはドラえもんの3倍であるとされる。
- 首輪に付けている鈴は「子守り歌鈴」と呼ばれる。この鈴を鳴らすと、人を眠らせることのできる音波が放出される。左胸の内部には、人の愛を感じてエネルギーに変換する「ハート」と呼ばれる部品がある。
- 性別は「女性ネコ」。型は「(B)型」。

テレビアニメ
ドラミはドラえもんと似た体型を嫌がる場面がある。

### ゴキブリ
嫌いなものはゴキブリという設定になっているが、ドラミがゴキブリに驚く場面が漫画「ウラシマキャンデー」（1974年）ではじめて描かれた際には「キャ、ゴキブリ」と叫んでのび太の頭に飛びついた程度（不意にゴキブリが出てきたので驚いたという程度）で、害虫の中でとりたててゴキブリが嫌いであるという説明はなく、最後のコマでは5匹のゴキブリを笑顔で眺めている。
極端にゴキブリを嫌って逃げ回る場面は方倉陽二『ドラえもん百科』（1979年）で描かれ、その後公式設定になった。

### その他
ドラえもんズ映画（アニメ第2作第1期）における設定
ザ・ドラえもんズのドラ・ザ・キッドとは友達以上恋人未満のような微妙な関係である。『ドラミ&ドラえもんズ ロボット学校七不思議!?』（1996年）の一件でキッドがドラミを守り抜いたことから惹かれ合い、互いに「ガサツくん」「へちゃむくれ」と呼んでからかい合っている。また、優秀さは「ロボット学校一の秀才」と呼ばれた王ドラをも上回り、その称号をドラミが引き継いだ。
テレビアニメ
テレビアニメ第2作1期「ドラミちゃん登場! のび太の海底大冒険」（2003年4月5日）では、はじめて野比家へやってきたときにメロンパンをはじめて食べ、以来大好物になったという内容が描かれている。

## 初登場から定着まで

### ドラミ登場の予告
『ドラえもん』は1972年度までは『よいこ』『幼稚園』『小学一年生』〜『小学四年生』に連載されていたが、1973年度より『小学五年生』『小学六年生』にも連載が拡大され、全学年で『ドラえもん』を楽しむことが可能となった。その予告として、『小学四年生』1973年3月号の漫画『ドラえもん』の最終ページの下半分は、「（前略）小学五年生4月号から（後略）」「かわいいドラミちゃんがでます。よろしく！」と語るドラえもんとのび太とともにドラミの姿が描かれたコマが掲載されている。また、ドラミの姿の横には「ドラミちゃんは、奈良県　中村由美さんのアイディアです」と、欄外には「小五、4月号から登場するドラミちゃんは、小四の読者のアイディアです」と記されている。
ドラミの目鼻口のデザインはのちに決定するものとは異なり、ヒゲも生えていた。リボンは無地で、体は縦横の格子模様（ペンで手書きされたもの）だった。当時アシスタントのえびはら武司によれば、これは読者投稿のデザインそのままで藤本が描き起こしたためであるという。

### 初登場エピソード
『小学五年生』1973年4月号掲載の『ドラえもん』（初出時のエピソード名はなし。1984年に藤子不二雄ランド2巻に収録された際のエピソード名は「ハイキングに出かけよう」）にて、ドラミ（ただし初出時は名前は「ドラ美」表記）はドラえもんの妹ロボットとして正式に初登場する。ドラミのデザインはその後のものとほぼ変わらないが、リボン（色は黒）がやや小さめになっている。
このエピソードには、後に確立されるドラミのキャラクター像を基準にすると違和感のある描写も複数存在する（ドラミに組み伏せられたドラえもんが「こいつ1万馬力なんだ」と言う、ドラえもんが「ドラミは機械に弱いんだな」と言う、ドラミが料理や掃除等の家事関係の道具を多く出した後で「あたし家庭科専門なの」と言うなど）。

### 図解ページへの登場
『小学三年生』1973年7月号掲載の「ドラえもんタイムマシン大図解」にもドラミが登場する（名前は「ドラ美」表記）。

### その後のドラミ
1973年12月発売の小学館BOOKから9か月にわたり、ドラミを主人公とした漫画『ドラミちゃん』の連載が行われた（詳細は#外伝作品『ドラミちゃん』参照）。
1979年にはコロコロコミックに特別漫画『ドラえもんとドラミちゃん』が掲載。その後もドラミは「ガンファイターのび太」（1980年）などの通常の『ドラえもん』短編や、大長編作品に時折登場する。兄を心配するしっかり者の妹として描かれることが多い。

## ひみつ道具
女性ネコ型ロボットだけあって、ドラミの道具には花柄があしらわれていたり、デザインや色遣いが女性的なものが多い。
ドラミ専用のタイムマシンである「チューリップ号」はチューリップを模している。
ドラえもんが持っているタケコプターが黄色なのに対して、ドラミが使うタケコプターはテレビアニメではピンク色にカラーリングされる傾向がある。また、模様が付いたどこでもドアを出すことがある。「もしもボックス」や「ドリームガン」は花柄模様である。これら、色や模様の違いはアニメにおいて特に顕著である。
『ドラミちゃん ミニドラSOS!!!』で登場する「ジェットフラワー」「みまわりテレビ」はヒマワリを模したデザインとなっている。

## 外伝作品『ドラミちゃん』
デビュー間もなく『ドラえもん』とは別の外伝作品『ドラミちゃん』として、小学館BOOK→小学生ブック誌上にて独立連載が始まる。のび太の遠い親戚であるのび太郎の家に居候し彼の面倒を見るという物語だった。第1話「じゅん番入れかわりき」は、ドラミがドラえもんの手伝いに現代の野比家へやって来たものの、偶然にも町中でのび太郎に出会い、彼の世話をすることになるという物語で、作中ではのび太とのび太郎が共演している。

### 『ドラえもん』への統合
『ドラミちゃん』のエピソードは、全8話のうち第1話「じゅん番入れかわりき」を除いた7話が『ドラえもん』の単行本に収録されているが、その際『ドラえもん』本編のストーリーとして改訂され、登場人物の大半が『ドラえもん』のものに差し替えられた。のび太郎は容姿がのび太と瓜二つであるため、名前の表記を「のび太」に変えるだけで済んだが、その他の人物は主に顔が描き換えられ、のび太郎の母親であるのぶ子はのび太の母親である玉子に、ガールフレンドであるみよちゃんはしずかに、ガキ大将のカバ田はジャイアンに変更された。ただし、ズル木だけはスネ夫に修正されずそのまま登場している。
このような経緯のため、単行本においても本来なら小売店であるはずのジャイアンの家が一般的な住宅になっている、のび太の部屋にベッドがある、野比家の門構えが豪華であるといった差異が残っている。
また、てんとう虫コミックス第9巻「ウラシマキャンデー」には、ジャイアンとのび太が「これからみよちゃんの家へよってあそんでかえるんだ」、「みよちゃんの家なら、よろこんで！」と言い合う場面がある。前述の通り、登場人物としてのみよちゃんは単行本収録時にしずかに変更されているが、この台詞は修正されていない。
初期の版では、のび太がジャイアンの家の前で「まちがえた。これはカバ田の家だっけ」と言うなど、台詞等の修正忘れや、顔の修正忘れもみられたが、現在の版ではほぼ修正されている。
改訂後は前述のように、ドラえもん休息時の一時的な代理としてドラミがのび太の世話をするということになっており、てんとう虫コミックス4巻収録「海底ハイキング」の前のページではその旨を説明する描き下ろし漫画が掲載されている。また、ドラミはのび太（郎）のことを「のびちゃん」と呼びかけていたが、単行本収録後はのび太に対して他人行儀に「のび太さん」と呼ぶように変更された。なお、アニメ第2作2期で主にこの作品のエピソードを放送する際は「ドラえもんが定期点検整備をサボる」「ドラミがドラえもんの定期点検整備の通知を受け渡しに現代の野比家を訪れ、ドラえもんが定期点検整備に行っている間はドラミが代行する」、「ドラミだけではなくドラえもんも一緒に行動する」などといった設定に変えて対応している。
以降は、てんとう虫コミックス以外の単行本にも長らく改訂後の版が収録されており、ドラミが登場するエピソードを抜粋して収録したコロコロ文庫版『ドラえもん ドラミ編』や、ぴっかぴかコミックス版『ドラミちゃん』も同様だったが、2012年9月に刊行された藤子・F・不二雄大全集『ドラえもん』第20巻では、単行本版とあわせ、初めて雑誌掲載版も収録され（第1話「じゅん番入れかわりき」は初収録、それ以外は掲載誌からの複写収録）、統合の経緯についても触れられた。2023年12月には改訂後の版を収録したてんとう虫コミックス『ドラミちゃん』が刊行された。

### 各話一覧
| 掲載誌                   | 『ドラミちゃん』としてのタイトル （上：連載時） （下：藤子・F・不二雄大全集収録時） | 『ドラえもん』としてのタイトル | てんとう虫コミックス収録巻 |
| ------------------------ | ----------------------------------------------------------------------------------- | ------------------------------ | -------------------------- |
| 小学館BOOK 1974年1月号   | じゅん番入れかわりきの まき じゅん番入れかわりそうち                                |                                | 未収録                     |
| 小学館BOOK 1974年2月号   | のび太郎 テレビ出えんの まき のび太郎 テレビ出えん                                  | テレビ局をはじめたよ           | 第11巻                     |
| 小学館BOOK 1974年3月号   | どこへでも 行ける 「ふしぎな ドア」の まき ふしぎなドア                             | 山奥村の怪事件                 | 第7巻                      |
| 小学生ブック 1974年5月号 | ふしぎなキャンデーのまき ふしぎなキャンデー                                         | ウラシマキャンデー             | 第9巻                      |
| 小学生ブック 1974年6月号 | ここほれワイヤーの巻 ここほれワイヤー                                               | 地底の国探検                   | 第5巻                      |
| 小学生ブック 1974年7月号 | 海底ハイキングの巻 海底ハイキング                                                   | 海底ハイキング                 | 第4巻                      |
| 小学生ブック 1974年8月号 | 公園のネッシーのまき 公園のネッシー                                                 | ネッシーが来る                 | 第6巻                      |
| 小学生ブック 1974年9月号 | とう明人間のまき とう明人間                                                         | とう明人間目ぐすり             | 第8巻                      |

### 登場人物
外伝作品『ドラミちゃん』に登場するキャラクター。『ドラえもん』単行本への収録に伴い、『ドラえもん』のキャラクターへと修正されたが、『藤子・F・不二雄大全集 ドラえもん第20巻』には修正前の初出版『ドラミちゃん』が全話収録されている。

野比のび太郎（のび のびたろう）
のび太の遠戚でのび太と瓜二つの小学生。基本的な人物像はのび太とほぼ同一だが、のび太と違い泳げる。ドラミのことを「ドラミ」と呼ぶ。
野比のぶ子
のび太郎の母。のび太の母・玉子と同じく専業主婦であり、ゴキブリが嫌いな点も同じ。玉子よりやや太めの体型。
のび太郎の父
のび太郎の父親。のび太の父・のび助と同じく会社員。学生時代は野球部でピッチャーを務めていた。
みよちゃん
のび太郎のクラスメートの少女。しずかと同じく、バイオリン演奏が下手。
木鳥高夫（きどり たかお）
のび太郎のクラスメート。通称ズル木。スネ夫のポジションであり、裕福な家庭で育ち、嫌味な性格。歌は上手く、テレビの「ジャリッ子歌じまん」という番組に出演したこともある。本名はこの際に登場。ネッシーに関して、のび太郎と公開討論をしたこともある。
『ドラミちゃん』のエピソードが『ドラえもん』本編のストーリーとして改訂された際、多くのキャラは『ドラえもん』の登場人物に描き直されたが、彼のみ修正されずそのまま『ドラえもん』にも登場することとなった。このため、彼の登場するエピソードは全てドラミが主人公の『ドラミちゃん』の話であり、基本的に『ドラえもん』本編の主人公ドラえもんや『ドラえもん』のレギュラーであるスネ夫が登場しない。アニメでは彼が登場するエピソードはスネ夫に役割が差し替えられている。
ズル木の母
ズル木の母親。スネ夫の母と似た顔をしている。
カバ田
のび太郎のクラスメートの少年。ジャイアンと同じくガキ大将であり、ゴリブリと呼ばれることも。ジャイアンの家が店なのに対し、カバ田の家は普通の家。
『ドラミちゃん』のエピソードが『ドラえもん』本編のストーリーに改訂されるにあたり、カバ田はジャイアンに描き直されることとなった。しかし、カバ田はジャイアンと比較して身長が低く、この部分は修正できなかったため、『ドラミちゃん』から改訂されたエピソードに登場するジャイアンは、『ドラえもん』本編よりも身長が低くなっている。
カバ田の母
カバ田の母親。ジャイアンの母親に似た顔をしている。
戸手茂できる（とても-）
のび太郎のクラスメートの少年。成績優良の秀才。『ドラえもん』の単行本に合わせての修正は行われなかったが、アニメ版での「テレビ局を始めたよ」では出木杉英才に置き換えられる。
馬井屋の主人
「テレビ局をはじめたよ」に登場した菓子屋の主人。のび太がはじめたテレビ局のスポンサーになり、それを笠に着て提供番組で強引に自分の芸を披露。視聴者には不評のうち終わりコマーシャルに入るが、練習で菓子を食べ過ぎたのび太は本番では「とても…食べられやしない！」と言ってしまい、怒られた。

## いそほゆうすけ版『ドラミちゃん』
いそほゆうすけにより、雑誌『ぴょんぴょん』1990年7月号～1991年6月号にて、上記とは別の『ドラミちゃん』が連載されていた。のび太の未来が変わったために、将来不幸になってしまうジャイ子の部屋にドラミが居候しに来るというストーリーである。
全12話。第8話（1990年2月号）のみ、サブタイトル「バレンタインは、キューピッド・リボンで大成功…!?の巻」がついている。他は無題。2019年現在まで単行本化されていない。
いそほのインタビューによると、設定は編集側の要望が強かったと証言している。ジャイ子は「ひかるくん」という男の子に恋していた。名前の由来は当時人気だった光GENJIによる。他にも優等生のアザミ、腰巾着のケラ子という登場人物がいた。またタイムマシンの入口はトイレの中だった。ドラミは優等生的でお茶目、未来の国と現代の常識が食い違う帰国子女的な設定になった。ドラミはジャイ子の望みをかなえる道具としてひみつ道具を取り出すが、必ず一筋縄ではうまくいかず何かポカをやる、というのが毎回の大筋だった。

## ドラミが登場する映画
映画では、同時上映作品で主役を務めることが多い反面、メイン上映作の長編映画においては第2作第1期での登場はわずか2作品と少ない。さらにその2作品のどちらも終盤にて唐突に登場し、絶望的な状況に一石を投じるデウス・エクス・マキナのような出番に留まる。一方で第2作第2期では、2021年時点で半分以上の作品に何かしらの形で登場している。
第1期シリーズ
- 『ドラえもん のび太の魔界大冒険』1984年（メイン上映作）
- 『ドラえもん のび太のパラレル西遊記』1988年（メイン上映作）
- 『ドラミちゃん ミニドラSOS!!!』1989年
- 『ドラミちゃん アララ♥少年山賊団!』1991年
- 『トキメキソーラーくるまによん』1992年 ※声の出演なし
- 『ドラミちゃん ハロー恐竜キッズ!!』1993年
- 『ドラミちゃん 青いストローハット』1994年
- 『2112年 ドラえもん誕生』1995年
- 『ドラミ&ドラえもんズ ロボット学校七不思議!?』1996年
- 『帰ってきたドラえもん』1998年
- 『ドラミ&ドラえもんズ 宇宙ランド危機イッパツ!』2001年
- 『ドラえもんアニバーサリー25』2004年 ※声の出演なし

第2期シリーズ（すべてメイン上映作）
- 『ドラえもん のび太の新魔界大冒険 〜7人の魔法使い〜』2007年
- 『ドラえもん のび太と緑の巨人伝』2008年
- 『ドラえもん 新・のび太の宇宙開拓史』2009年
- 『ドラえもん のび太の人魚大海戦』2010年
- 『ドラえもん 新・のび太と鉄人兵団 〜はばたけ 天使たち〜』2011年
- 『ドラえもん のび太と奇跡の島 〜アニマル アドベンチャー〜』2012年
- 『ドラえもん のび太のひみつ道具博物館』2013年
- 『ドラえもん 新・のび太の日本誕生』2016年
- 『ドラえもん のび太の南極カチコチ大冒険』2017年

## ドラミが登場するテレビアニメ
テレビアニメ第1作には登場しない。
テレビアニメ第2作第1期では1980年4月8日から登場し、横沢啓子（のちのよこざわけい子）が声優をつとめた。テレビアニメ第2作第2期では2006年9月より登場し、『ドラえもん』ファンの千秋がドラミ役を引き継いだ。

## 配役

### 声優
- よこざわけい子（初代：テレビアニメ第2作第1期）
- 千秋（2代目：テレビアニメ第2作第2期）

### 俳優
- 広瀬すず（ソフトバンク5GCM）